# Yrjö Rantanen
Pour les articles homonymes, voir Rantanen.
 	Yrjö Aukusti Rantanen est un joueur d'échecs finlandais né le 23 avril 1950 à Tampere et mort le 14 janvier 2021.

## Biographie et carrière
Yrjö Rantanen remporta le championnat de Finlande en 1978 et 1986.
Il représenta la Finlande lors de neuf olympiades de 1972 à 1990, remportant trois médailles individuelles :
- la médaille de bronze à l'échiquier de réserve en 1972 ;
- la médaille de bronze au deuxième échiquier de réserve en 1978 ;
- la médaille d'or au deuxième échiquier en 1980.

En 1981, Rantanen fut le deuxième joueur finlandais à recevoir le titre de grand maître international après Heikki Westerinen (en 1975).
En 1989, il remporta la médaille de bronze au sixième échiquier lors du championnat d'Europe d'échecs des nations de 1989 (la Finlande finit cinquième).
Au 1er août 2019, il était le 21e joueur finlandais avec un classement Elo de 2 302 points.
Il meurt des suites d'une longue maladie le 14 janvier 2021.